# مخاطر السفر عبر الزمن (رواية)
مخاطر السفر عبر الزمن (بالإنجليزية: Hazards of Time Travel)‏ هي رواية للكاتبة الأمريكية جويس كارول أوتس، نشرت عام 2018، عن دار نشر إيكو بريس.

## القصة
رواية ديستوبيا تشويقية تدور القصة حول أدريان سترول، البالغة من العمر سبعة عشر عاماً وتعيش في أمريكا مأساوية عام 2039. وبعد خطاب التخرج ترسل لتعيد الدراسة في عام 1959.